# Palmar Gudmundsson
Palmar Gudmundsson es un deportista islandés que compitió en natación adaptada. Ganó dos medallas en los Juegos Paralímpicos de Atlanta 1996.

## Palmarés internacional
| Juegos Paralímpicos | Juegos Paralímpicos      | Juegos Paralímpicos | Juegos Paralímpicos |
| Año                 | Lugar                    | Medalla             | Prueba              |
| ------------------- | ------------------------ | ------------------- | ------------------- |
| 1996                | Atlanta (Estados Unidos) | Medalla de oro      | 200 m libre S3      |
| 1996                | Atlanta (Estados Unidos) | Medalla de plata    | 100 m libre S3      |